# Scania-Vabis L55
Scania-Vabis L55/L56/L66 — серия крупнотоннажных грузовых автомобилей, выпускавшихся шведским автопроизводителем Scania-Vabis в 1959—1968 годах.

## Scania-Vabis L55
Весной 1958 года компания Scania-Vabis представила L75. Это первый автомобиль нового поколения с шестицилиндровыми двигателями, более прочными компонентами шасси и новой, более удобной кабиной, которая устанавливалась на автомобили до 1980 года.
Летом 1959 года компания Scania-Vabis представила L55 с двигателем объёмом 7 литров. Также автомобиль выпускался с задней ленивой осью под названием LS55.
Все автомобили оснащались пневматическими тормозами, а опционально был доступен гидроусилитель руля.

## Scania-Vabis L56
Осенью 1962 года был представлен L56/LS56 с двигателем объёмом 8 литров и двухконтурными тормозами.

## Scania-Vabis L66
Весной 1963 года был представлен Scania-Vabis L66, с элементами шасси L76 и двигателем от L56. L66 продавался на внутреннем рынке и предназначался для экспорта в другие страны.

## Двигатели
| Модель   | Годы производства | Двигатель               | Объём    | Мощность            | Тип                 |
| -------- | ----------------- | ----------------------- | -------- | ------------------- | ------------------- |
| L55      | 1959—1962         | Scania-Vabis D7: I6 ohv | 7167 см3 | 89 кВт (120 л. с.)  | Дизельный двигатель |
| L56, L66 | 1962—1968         | Scania-Vabis D8: I6 ohv | 7790 см3 | 104 кВт (140 л. с.) | Дизельный двигатель |

## Галерея
- Scania-Vabis L55
- Scania-Vabis L56
- Scania-Vabis L66